# Fructidor: portavoz de la clase trabajadora
|  | Per a altres significats, vegeu «Fructidor». |

Fructidor: portavoz de la clase trabajadora de la provincia y defensor de los explotados del mundo va ser un setmanari d'ideologia anarquista que va aparèixer a Reus el 1919. Tot i no fer cap referència en el subtítol a la CNT, l'editorial del primer número deixava ben clara la seva ideologia i manifestava: «... estar identificats plenament amb el criteri i orientacions de la CNT». Era editat i dirigit per Hermós Plaja, amb Felip Barjau i Riera com a administrador i redactor en cap. Hi col·laboraven Àngel Pallejà, Josep Carbonell, Rosa Silvestre i Eusebi Rodríguez, Serafí Castelló Pena, entre d'altres.
Tenia la redacció al carrer de sant Esteve número 5 de Reus, i s'imprimia a Tarragona, a la impremta Gutenberg, propietat d'Hermós Plaja. Des de les seves pàgines es feia divulgació de les tàctiques confederals del moment, especialment de la necessitat de coordinació de la lluita sindical a través d'un Sindicat Únic. Al número 2, un article signat per «Un obrero» afirma que la forma d'organització adoptada al Congrés Regional de juny de 1918 a Barcelona, consistent en el Sindicat Únic «es una modalidad altamente saludable para los intereses proletarios». Fins a aquell moment, el caos organitzatiu provocava que no hi hagués unitat d'acció i sortissin rivalitats entre diferents grups sindicals. A Barcelona, per exemple, hi havia fins a set sindicats de pintors i setze seccions diferents a la construcció. El Sindicat Únic aglutinaria els nuclis dispersos i promouria la coordinació de la lluita.
El núm. 1 de Fructidor va sortir el 10 d'agost de 1919, i a finals de mes ja s'havia constituït el Sindicat del ram d'elaborar fusta, que agrupava serradors, ebenistes i fusters, gràcies a la crida del periòdic. El setmanari va publicar un seguit d'articles de caràcter teòric on comparava el societarisme defensat per la UGT amb el sindicalisme propi de la CNT. La darrera setmana d'agost de 1919 la Secció d'Adobadors fa una crida a través del periòdic per tal d'organitzar la Federació Local de Reus. Anteriorment ja s'havia intentat sense èxit la unió dels diversos grups obrers llibertaris. De les 25 o 26 societats reusenques (segons Fructidor) només en responen la meitat. La resta no diu res. El periòdic atribueix el silenci a l'apatia, i torna a engrescar els treballadors a aconseguir la unitat. El setè exemplar del setmanari, aparegut el 21 de setembre de 1919, fa una crida dirigida a tots els sindicats obrers de la província demanant la urgent col·laboració per neutralitzar un dèficit important. Aquesta crida no té prou ressò i el setmanari es va deixar de publicar. La capçalera reproduïda correspon al número 6, de 14 de setembre de 1919, on es va fer una campanya de solidaritat amb dos obrers acusats de la mort d'un industrial, i per als quals el fiscal demanava dues penes de mort. Entre el 1919 i el 1923, els anys del pistolerisme, la violència social afectà també la ciutat de Reus, amb diversos morts en tiroteigs i atemptats dels dos bàndols.
Fructidor va tenir una segona època que es va publicar a Tarragona a partir de febrer de 1920 fins a l'agost d'aquell any, també dirigit per Hermós Plaja i on Eusebi Rodríguez va organitzar una potent campanya «A favor de nuestros presos» per la recollida de diners pels presos de la CNT. Se'n conserva una col·lecció completa a la Biblioteca Central Xavier Amorós.